# Henri Vidon
Henri Vidon, né Andrew Finlay Dunn le 9 août 1887 dans le Staffordshire, (ou selon d'autres sources le 11 février 1925 à Dublin) et mort le 17 juin 1970 à Solihull (Midlands de l'Ouest), est un acteur britannique.

## Biographie
Andrew Finlay Dunn commence sa carrière cinématographique en Italie en 1949 et la poursuit jusqu'en 1960, apparaissant très souvent au générique sous les noms de Henry Vidon, Harry Weedon ou Enrico Vidon. À partir de 1955, il apparaît également sur le petit écran, jusqu'en 1968. Parmi les films dans lesquels il est apparu, citons Peppino e Violetta (1950)  de Maurice Cloche, Les hommes ne regardent pas le ciel (1952) d'Umberto Scarpelli, où il incarne le pape Pie X, Austerlitz (1960) d'Abel Gance et Une fille pour l'été (1960) d'Édouard Molinaro. À la télévision, on se souvient de lui aux côtés de Roger Moore dans les séries Ivanhoé (1958) où il incarne Sir Cedric de Rotherwood, le père d'Ivanhoé et Le Saint (1963) où il incarne Peter Davos.

## Filmographie
- 1949 : Exodus (Il grido della terra) de Duilio Coletti
- 1950 : Peppino e Violetta de Maurice Cloche
- 1951 : O.K. Néron ! (O.K. Nerone) de Mario Soldati
- 1951 : Dernier Rendez-vous (it) (Ultimo incontro) de Gianni Franciolini
- 1951 : Senza bandiera (it) de Lionello De Felice
- 1952 : Les hommes ne regardent pas le ciel (Gli uomini non guardano il cielo) d'Umberto Scarpelli
- 1953 : Le Secret de la casbah (Dramma nella Kasbah) d'Edoardo Anton et Ray Enright
- 1953 : Jeunesse dépravée (it) (Gioventù alla sbarra) de Ferruccio Cerio
- 1954 : Attila, fléau de Dieu (Attila) de Pietro Francisci
- 1954 : Haine, Amour et Trahison (Tradita) de Mario Bonnard
- 1954 : La Fille de Mata Hari (La figlia di Mata Hari) de Carmine Gallone et Renzo Merusi
- 1954 : Tonnerre sous l'Atlantique (La grande speranza) de Duilio Coletti
- 1954 : Le Destin d'une mère (Ripudiata) de Giorgio Walter Chili
- 1955 : Siamo uomini o caporali de Camillo Mastrocinque
- 1955 : Les Cinq dernières minutes (Gli ultimi cinque minuti) de Giuseppe Amato
- 1955 : La ragazza di Via Veneto (it) de Marino Girolami
- 1956 : Anastasia d'Anatole LitvakHenri Vidon dans le rôle de Pie X pour le film Les hommes ne regardent pas le ciel (1952).

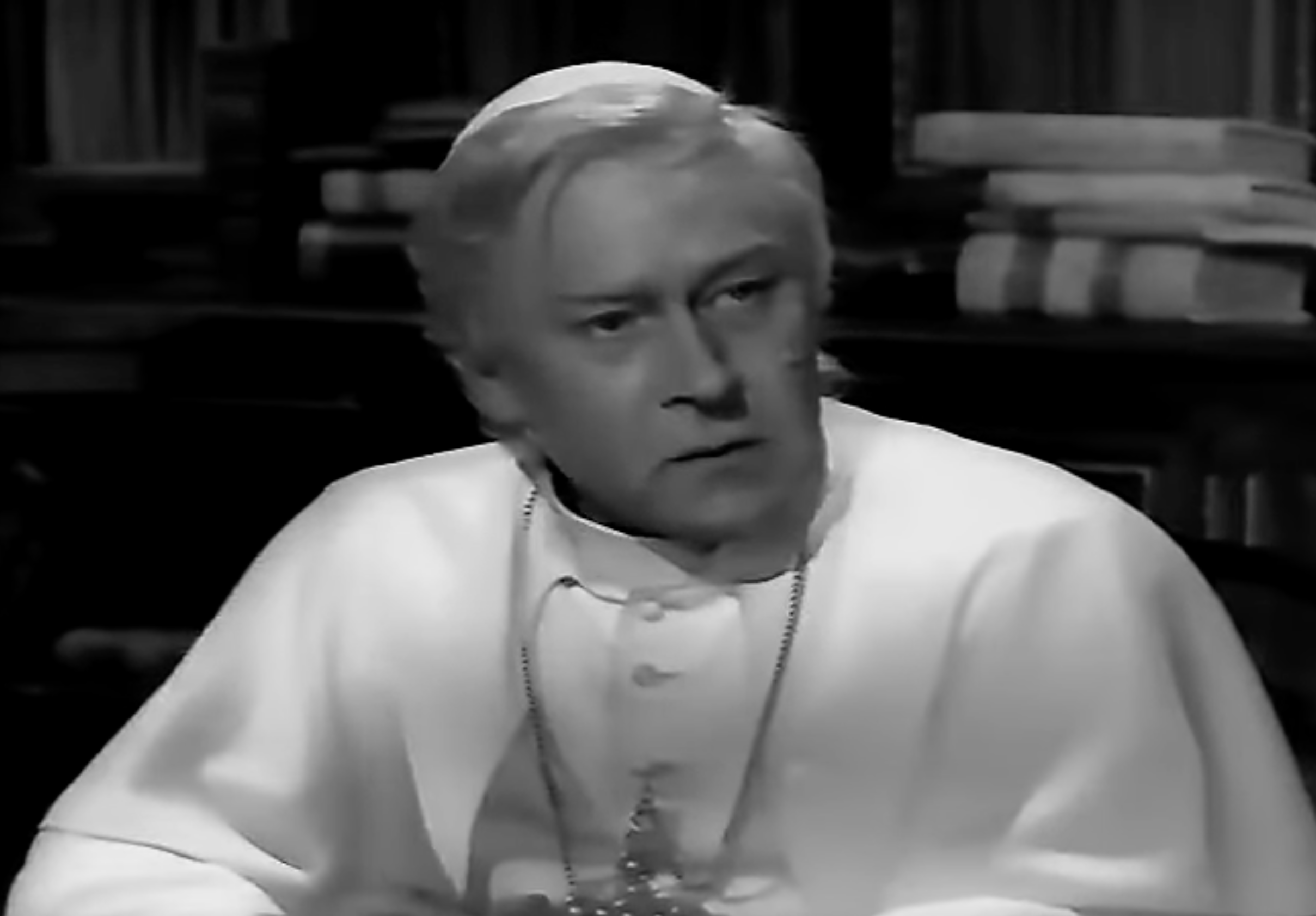
Henri Vidon dans le rôle de Pie X pour le film Les hommes ne regardent pas le ciel (1952).

- 1956 : Guerre et Paix (War and Peace) de King Vidor
- 1957 : Stranger in Town (en) de George Pollock
- 1957 : The Key Man (en) de Montgomery Tully
- 1954 : Opération de nuit (Operazione notte) de Giuseppe Bennati
- 1958 : L'Homme au masque de verre (en) (The Snorkel) de Guy Green
- 1958 : La Bataille des V1 (Battle of the V-1) de Vernon Sewell
- 1958 : Le Sang du vampire (Blood of the Vampire) de Henry Cass
- 1958 : Le Perceur de coffres (en) (The Safecracker) de Ray Milland
- 1959 : Behemoth the Sea Monster de Douglas Hickox et Eugène Lourié
- 1960 : Austerlitz d'Abel Gance
- 1960 : Une fille pour l'été d'Édouard Molinaro
- 1965 : Le démon est mauvais joueur (Return from the Ashes) de J. Lee Thompson
- 1966 : Arrivederci baby (Drop Dead Darling) de Ken Hughes
- 1973 : Chino (Valdez, il mezzosangue) de John Sturges